# Bad Animals
Bad Animals è il nono album discografico in studio del gruppo musicale rock statunitense Heart, pubblicato nel 1987.

## Tracce
1. Who Will You Run To – 4:06
2. Alone – 3:38
3. There's the Girl – 3:50
4. I Want You So Bad – 4:21
5. Wait for an Answer – 4:31
6. Bad Animals – 4:54
7. You Ain't So Tough – 4:05
8. Strangers of the Heart – 3:41
9. Easy Target – 3:58
10. RSVP – 3:39

## Gruppo
- Ann Wilson - voce, cori
- Nancy Wilson - voce, cori, chitarre, tastiere
- Howard Leese - chitarra, tastiere, cori
- Denny Carmassi - batteria
- Mark Andes - basso, cori
- Mike Moran - tastiere

## Classifiche
- Billboard 200 - #2[4]
- Official Albums Chart - #7[5]